# Cleocnemis rosea
Cleocnemis rosea es una especie de araña cangrejo del género Cleocnemis, familia Philodromidae. Fue descrita científicamente por Mello-Leitão en 1944.

## Distribución
Esta especie se encuentra en Argentina.